# Christian von Münch (Bankier, 1690)

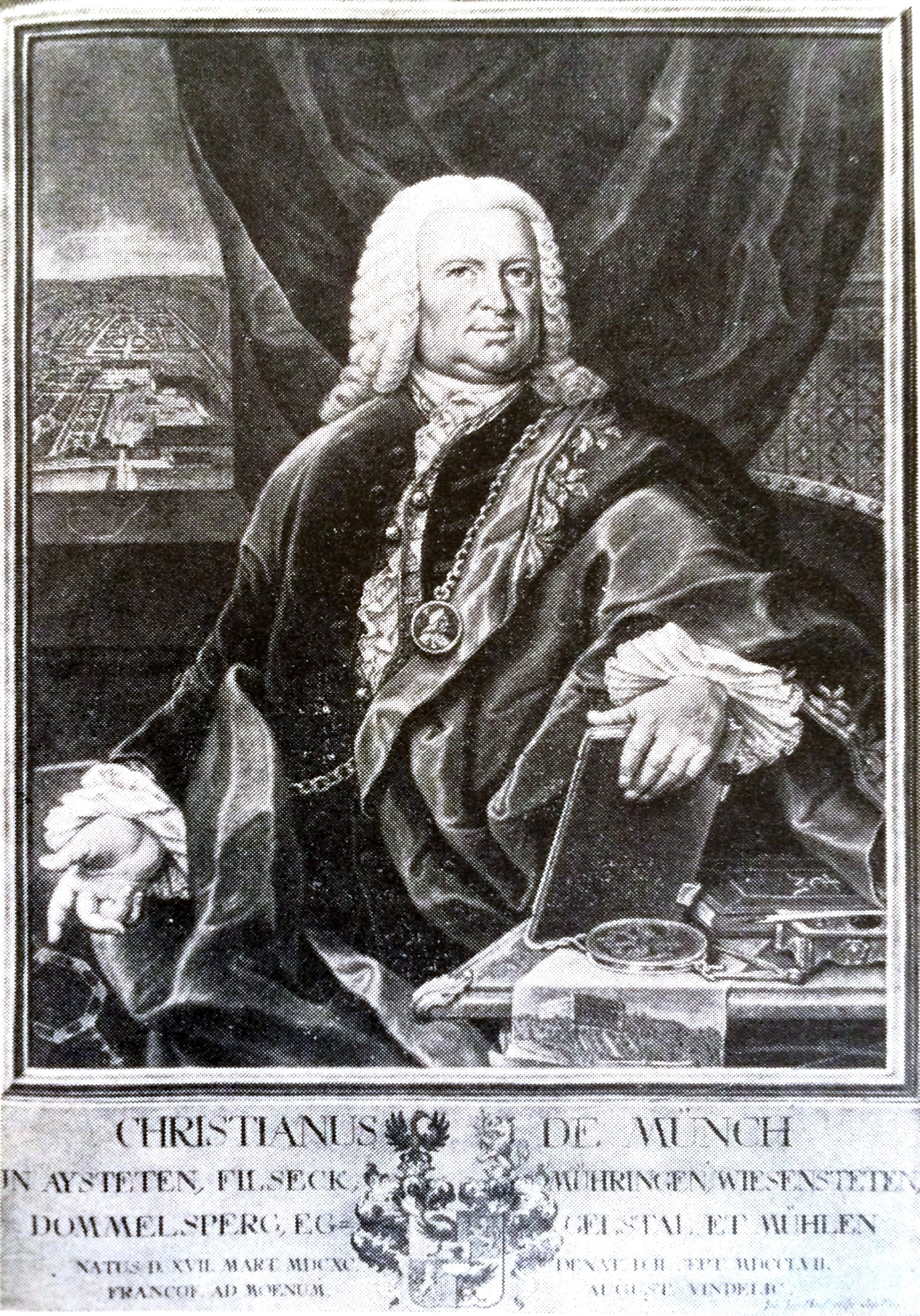
Christian von Münch um 1757 (Stich von Johann Jacob Haid)

Christian von Münch (* 17. März 1690 in Frankfurt am Main; † 3. September 1757 in Augsburg) war ein deutscher Bankier in Augsburg.

## Biographie

### Familie
Der Sohn des Frankfurter Handelsherrn und Bankiers Peter Münch und seiner Ehefrau Susanna Magdalena, geb. Rulandt, heiratete am 24. Juli 1713 in Augsburg Anna Barbara von Rauner, die Tochter des Johann Thomas von Rauner des Älteren, Bankier in Augsburg, und seiner Ehefrau Maria Magdalena Gullmann. Aus dieser Ehe entstammten zwölf Kinder, von denen ihn sieben überlebten.

### Bankier und Unternehmer

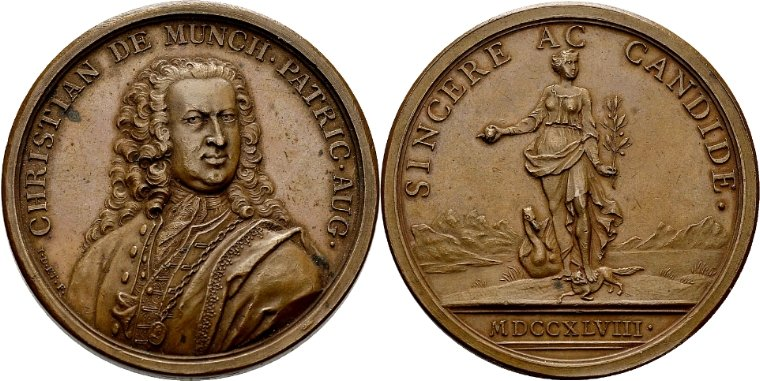
Bronzemedaille von 1748 mit der Abbildung des Christian von Münch (Jean Dassier)

Im Jahr 1708 nahm der aus einer renommierten Frankfurter Bankiersfamilie stammende Münch eine Tätigkeit beim Wechsel- und Handelshaus Johann Thomas Rauner des Älteren In Augsburg an. Im Jahr seiner Eheschließung mit einer Tochter Rauners gründete Münch mit seinem Schwager Johann Thomas Rauner dem Jüngeren das Wechsel- und Silberhandelshaus Rauner & Münch, das sich schon bald zu einem der wichtigsten Bank- und Handelshäuser Süddeutschlands entwickelte. Ihrem wirtschaftlichen Erfolg verliehen Rauner und Münch 1727 durch den Erwerb der Fuggerhäuser in der Augsburger Maximilianstraße nach außen hin Ausdruck. Einige Jahre lang befand sich dort das Kontor des Bankhauses; auch Jakob Fugger der Reiche hatte dort schon den Sitz seines Unternehmens gehabt.
Die Tätigkeit eines Bankhauses war damals weit gefächert und umfasste neben klassischen Bankaufgaben typischerweise Handels-, Speditions- und Maklergeschäfte.
Rauner & Münch eröffneten 1716 eine Niederlassung in Wien. Dort bestellte die Wiener Hofkammer zwei Jahre später Augsburger Silberwaren und Uhren für die Hohe Pforte im Wert von 50.000 Gulden. Die Lieferung eines silbernen Altars für die Kirche des Benediktinerklosters Mariazell in der Steiermark nach einem Entwurf des Architekten und Bildhauers Johann Bernhard Fischer von Erlach im Jahr 1725 stellte für Rauner & Münch einen Großauftrag dar.
Am lukrativen Handel mit Bodenschätzen konnten nur kapitalkräftige Unternehmen partizipieren. Meist ging es dabei um Rückzahlungen für dem Landesherrn gewährte Darlehen. Im Jahr 1720 trat Rauner & Münch als Partner des Münchner Wechselhändlers Johann Baptist Ruffini in den Salzhandel ein. Sie verpflichteten sich gegenüber der Memminger Salzkompanie, in vier Jahren 100.000 Fässer Salz des bayerischen Salzamtes Landsberg an die Salzhändler zu liefern. Einige Jahre später wurde der Vertrag bis 1730 verlängert.
Im Jahr 1725 versetzte der bayerische Kurfürst Maximilian II. Emanuel das goldene kurfürstliche Tafelservice gegen einen Vorschuss von 400.000 Gulden. Die Rückzahlung sollte durch Lieferungen des Donauwörther Salzamtes erfolgen.
Nachdem sein Kompagnon Johann Thomas Rauner der Jüngere 1728 gestorben war, führte Christian von Münch das Unternehmen alleine, aber nicht minder erfolgreich, weiter.
Im Jahr 1733 gelang ihm der Abschluss eines Vertrages mit der Hofkammer, der ihm für die Jahre 1734 bis 1737 jährlich 3.000 Zentner Kupfer aus der kaiserlichen Mine in Maydanpek gegen einen Festpreis von jeweils 129.000 Gulden zusicherte, wodurch er sich beinahe ein Monopol auf Kupfer sichern konnte.
Im Jahr 1731 lieh Münch dem bayerischen Kurfürst Karl Albrecht 100.000 Gulden, nach deren Rückzahlung 1737 dem Hofzahlamt neuerlich 75.000 Gulden und im Jahr 1739 weitere 150.000 Gulden. Als der Kurfürst im Jahr schließlich römisch-deutscher Kaiser wurde, hatte Münch seine Außenstände im Wesentlichen zurückerhalten und wehrte den großen Geldbedarf des nunmehrigen Kaisers Karl VII. geschickt ab. Jedoch vermittelte er dem wegen der Besetzung Münchens durch österreichische Truppen geflohenen Kaiser 1742 einen mit dem kurfürstlichen Goldservice besicherten Kredit des Frankfurter Bankhauses Johann Ludwig Harscher. Im Jahr 1743 stand er mit einer Summe von 100.000 Gulden für Truppensold gegen Besicherung durch Teile des Goldservices zur Verfügung. Darüber hinaus ließ er sich die Erträge der Reichspflege Donauwörth überschreiben, auf die die Erben seines Schwiegervaters noch einen alten Anspruch von 84.000 Gulden hatte. Dem Nachfolger Maximilian II. Emanuels, dem Kurfürsten Max III. Joseph stand Münch noch einmal mit 60.000 Gulden gegen das Goldservice und Juwelen zur Verfügung.
Im Jahr 1749 zog sich Münch aus dem Unternehmen zurück, das seine Söhne Johann Carl von Münch und Christian II. von Münch fortführten. Der Enkel Christian III. von Münch liquidierte das Bankhaus 1808.

### Bürger
Durch die Heirat mit der Tochter eines Augsburger Patriziers erwarb Münch 1713 die Stubenfähigkeit und war seither Mitglied der Augsburger Stubengesellschaft. Erst infolge der Erhebung in den Reichsadel am 4. April 1731 wurden Münch und seine Nachkommen im Folgejahr unter die ratsfähigen Augsburger Patrizier aufgenommen.

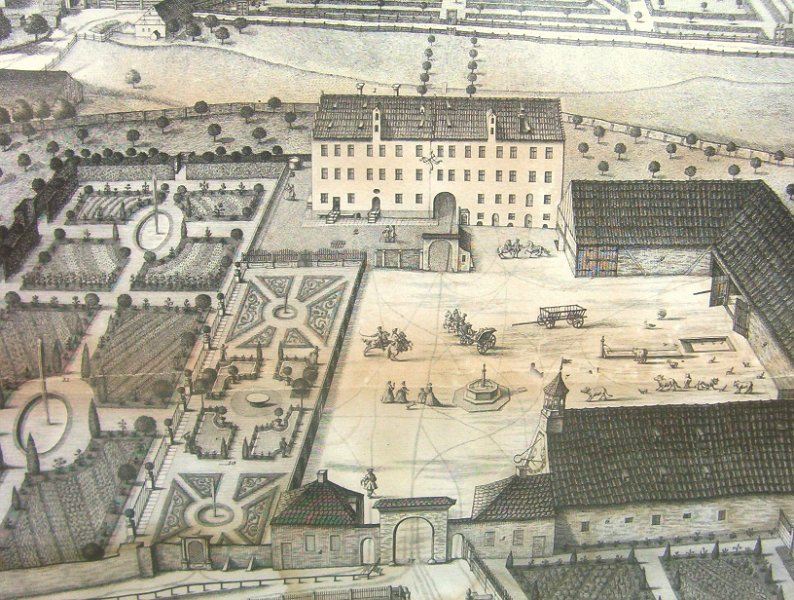
Schloss Aystetten im Jahr 1740 (Stich von Johann Thomas Krauß)

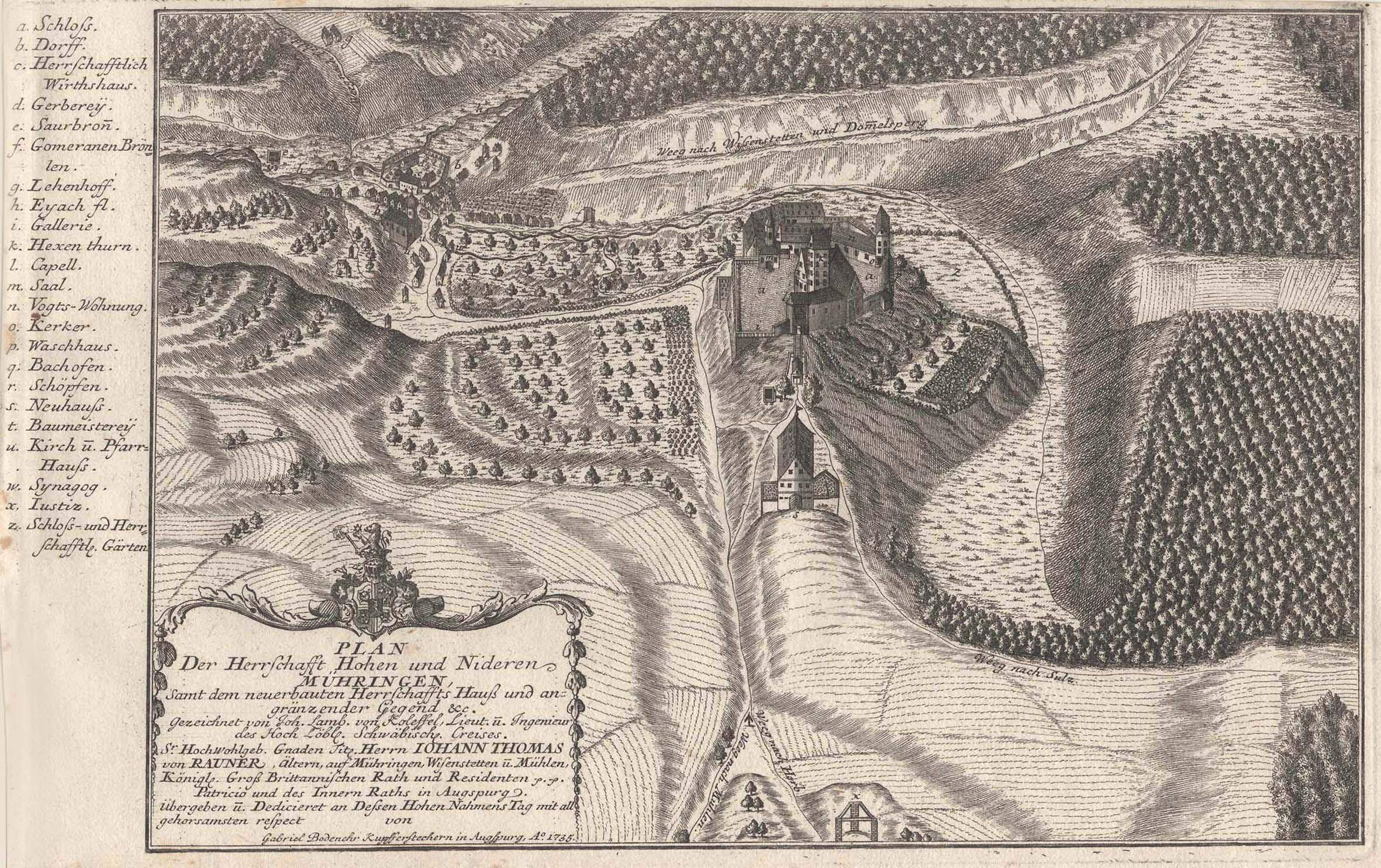
Schloss und Herrschaft Mühringen 1718 (Stich von Gabriel Bodenehr)

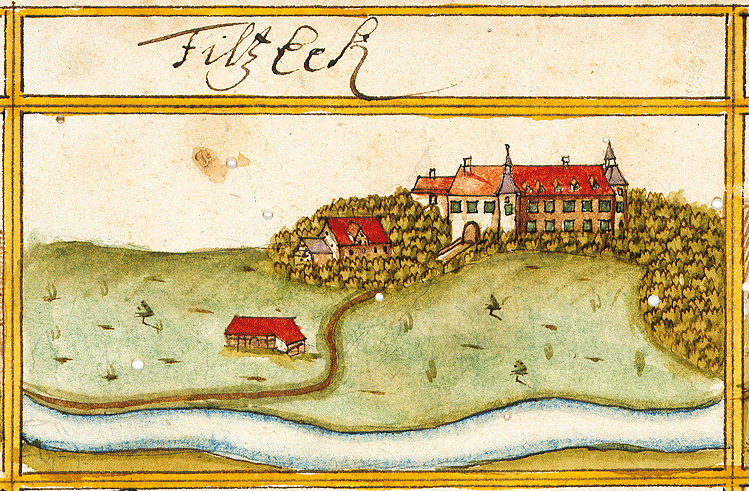
Schloss Filseck im Jahr 1683 (Aquarell von Andreas Kieser)

### Schlossherr
Münch kaufte 1729 von Franz Octavian Langenmantel die Herrschaft Aystetten mit dem Dorf Neusäß. Im Jahr 1740 ließ er das Schloss Aystetten auf die doppelte Größe erweitern und umgestalten. Münch ließ auch das heute noch erhaltene, im Rocaille-Stil gehaltene Porzellanzimmer mit seinen Fayencen à la chinoise und einem Marmormedaillon mit dem Porträt des Auftraggebers ausstatten.
Auf den zum Schloss gehörigen Ländereien ließ er eine Maulbeerplantage anlegen und eine Seidenraupenzucht aufbauen. Für die Gewinnung und Verarbeitung der Rohseide in eigens angelegten Räumlichkeiten ließ Münch Arbeiter aus Italien und Tirol anwerben. Diesem Unternehmen des sonst so geschäftstüchtigen Mannes, blieb der Erfolg jedoch verwehrt.
Als im Jahr 1749 Carl Magnus Leutrum von Ertingen, der Eigentümer des Schlosses Filseck, in Konkurs ging, erwarb Münch als sein Hauptgläubiger das Schloss aus der Konkursmasse.
Daneben hatte Münchs Ehefrau zusammen mit ihren acht Geschwistern im Jahr 1735 die väterliche Herrschaft Hohenmühringen und Niedermühringen mit den Dörfern Wiesenstetten, Dommelsberg, Egelstall und Mühlen als Fideikommiss mit einem Einstandsrecht zu einem festgelegten Preis ererbt. In den Jahren 1748 und 1749 konnte Münch durch dieses Recht weitere Anteile von den Miterben erwerben, erlangte jedoch nicht das Eigentum an der gesamten Herrschaft.
Münch hinterließ seine Schlösser und Güter als Fideikommiss seinen männlichen Nachkommen.

### Adliger
Münch wurde am 4. April 1731 von Kaiser Karl VI. in den Reichsadelsstand erhoben. Er nannte sich seither auch Christian von Münch auf Aystetten.
Das bei der Standeserhöhung vermehrte Wappen ist geviertet und trägt das Stammwappen im Mittelschild. Dieses wird durch einen roten Querbalken geteilt. Oberhalb ist auf goldenem Hintergrund ein wachsender, nach rechts gewendeter bärtiger Mönch mit Kutte und Tonsur bis zu den Knien sichtbar. In den Händen hält er ein aufgeschlagenes Buch. Der untere Teil des Mittelschilds ist silbern gehalten. Im ersten und vierten Feld des Hauptwappens wächst auf goldenem Hintergrund ein halber schwarzer Doppeladler aus der Teilung hervor. Im zweiten und dritten Feld befindet sich auf blauem Grund ein einwärts aufspringender gekrönter goldener Löwe, der oben in der rechten und unten in der linken Pranke einen grünen Eichenzweig hält. Auf dem Wappen stehen zwei geöffnet Turnierhelme mit rechts schwarz und goldener, links blau und silberner Helmdecke. Auf dem ersten Helm steht ein schwarzer Adler, auf dem zweiten wächst ein Löwe, der dem des zweiten Feldes im Hauptschild gleicht.

### Pietist und Wohltäter
Münch und seine Familie waren Anhänger der pietistischen Ausprägung des Protestantismus. Mit dem pietistischen Senior und Pfarrer an der St.-Anna-Kirche in Augsburg Samuel Urlsperger war er befreundet. Seine Söhne ließ er am pietistisch geprägten Pädagogium Halle bzw. an der Universität Halle ausbilden.
Als 1731/32 der Fürsterzbischof von Salzburg Leopold Anton von Firmian seine evangelischen Untertanen vertrieben hatte und viele davon durch Augsburg kamen, kümmerte sich Urlsperger um deren Unterbringung und Verpflegung. Auch die britische Society for Promoting Christian Knowledge sandte Gelder an Urlsperger, der sie durch Münch verwalten ließ. Zunächst für alle Emigranten bestimmt, wurden diese bald auf diejenigen beschränkt, die in die britische Kolonie Georgia auswandern wollten.
Münch wurde ein großer Wohltäter der von den Salzburgern gegründeten Ortschaft Ebenezer in Georgia. Er versorgte die Siedler selbstlos mit Spenden und lieferte dringend benötigten Waren. Darüber hinaus stellte er Urlsperger ein zinsloses Darlehen zur Verfügung, damit dieser landwirtschaftliche Gerätschaften für die Salzburger erwerben konnte. Als in späteren Jahren zusätzliche Arbeitskräfte benötigt wurden, kümmerte sich Münch schließlich auch um deren Anwerbung.
Eine auf Christian von Münch den Älteren zurückgehende Stiftung zur Unterstützung vorwiegend evangelischer Bedürftiger konnte nach einem langwierigen Rechtsstreit und gerichtlichen Vergleich erst am 4. Oktober 1822 errichtet werden. Sie wurde später mit den durch Johann Carl von Münch am 18. September 1778 und seinem Bruder Christian von Münch dem Jüngeren am 15. Mai 1780 errichteten Stiftungen der Protestantischen Wohlfahrtsstiftung zugeschlagen.
Im Jahr 1750 gründeten mehrere Augsburger Patrizier, zu denen auch Münch gehörte, eine Stiftung zur Unterstützung hilfsbedürftiger Witwen und Nachkommen. Nach Abschaffung des Patriziats wurde im Jahr 1810 der Stiftungsbrief erneuert und es erfolgte eine Umbenennung in „Stiftung einiger augsburgischen protestantischen adelichen Familien zur Unterstützung ihrer notleidenden Mitglieder“. Im Jahr 1810 betrug das Stiftungskapital 74.045 Gulden.

### Utopist
Münch, seine Sohne Christian von Münch der Jüngere, Thomas Carl von Münch und sein Schwiegersohn Heinrich Remigius Münch erhielten von den Treuhändern der Kolonie Georgia zudem jeweils in der Kolonie gelegenes Land von 500 Acres geschenkt. Im Jahr 1750 schickte Münch den Feldmesser Johann Thomas Kraus nach Georgia, um seine Plantage zu besichtigen und zu vermessen.
Einem Brief an die Treuhänder aus dem Jahr 1751 kann entnommen werden, dass Münch von einem erblichen Lehen in Georgia träumte, das direkt unter der Jurisdiktion des englischen Königs stehen und so unabhängig sein sollte wie jedes im römisch-deutschen Kaiserreich gelegene Immediatlehen. Möglicherweise war er auch der Augsburger, der Johann Martin Boltzius, dem Pfarrer von Ebenezer, einen Fragenkatalog über die Lebensumstände und Wirtschaft der Kolonie vorgelegt hatte, den Boltzius 1751 detailliert beantwortete. Als Verwalter des urbar zu machenden Landes sandte Münch im Jahr 1751 Johann Wilhelm Gerhard von Brahm nach Georgia, der sich jedoch vor Ort aber einem anderen Tätigkeitsfeld zuwandte. Münchs Pläne von einer Expansion des Bankhauses durch Kolonialgeschäfte wurden nach seinem Tod nicht weiterverfolgt.

## Würdigung
- Die Gemeinde Aystetten benannte die Münchstraße nach der Familie der früheren Schlossbesitzer.